# Deserto della Bassa California
Il deserto della Bassa California è un'ecoregione dell'ecozona neartica, definita dal WWF (codice ecoregione: NA1301), che si estende attraverso parte della penisola messicana della Bassa California.

## Geografia
L'ecoregione è situata lungo il versante occidentale della penisola della Baja California, ed occupa la maggior parte degli stati messicani di Bassa California del Sud e Bassa California, ricoprendo una superficie di 77 700 km². Confina a ovest con l'oceano Pacifico e a est con le Peninsular Ranges ed è incentrato sulle coordinate 27.74°N 113.6°W. A nord del 30º parallelo di latitudine nord, il deserto della Baja California sfuma nel chaparral e zone boschive della California. L'estremità meridionale della penisola si trova all'interno dell'ecoregione delle boscaglie xeriche di San Lucas. A nord si trova la foresta di pino e quercia della Sierra Juarez e di San Pedro Martir, dove si trova un gran numero di specie di alberi, tra cui la palma californiana, classificata dalla IUCN come «specie prossima alla minaccia» (Near Threatened). Il clima è arido e subtropicale. Nonostante le precipitazioni siano scarse, l'oceano Pacifico fornisce un po' di umidità e mitiga le temperature rispetto a quanto si riscontra nel deserto di Sonora, situato sul versante orientale delle Peninsular Ranges. L'altitudine è variabile, e all'interno dell'ecoregione si incontrano sia catene montuose nel settore centro-occidentale (1 000–1 500 m), pianure di media altitudine (300–600 m) e vaste distese di dune costiere.

## Flora
Il deserto della Bassa California, uno dei più estesi e meglio conservati deserti del Messico, è la dimora di molte specie endemiche e minacciate di estinzione. L'isolamento della penisola è in gran parte responsabile del gran numero di endemismi e di biodiversità. Quasi 500 specie di piante, 4 anfibi, 43 rettili, circa 200 uccelli e più di 50 mammiferi si sono adattati alle difficili condizioni ecologiche della regione - dalle dune di sabbia calde e aride, quasi inospitabili, ai terreni poveri di nutrienti delle montagne. Il 23% delle piante della Baja California è endemico. In particolare, le famiglie Lamiaceae e Fouquieriaceae sono ben rappresentate.
Le associazioni vegetali principali sono costituite da boscaglie xerofile, che sono state suddivise in diverse categorie a seconda delle specie dominanti e delle condizioni ecologiche in cui si sviluppano. Alberi e arbusti che si sviluppano sui rocciosi suoli vulcanici ricoprono le parti più elevate delle catene montuose. Specie dominanti sono Ambrosia camphorata, Erodium cicutarium e Astragalus prorifer. La Fouquieria columnaris può essere rinvenuta fino a 1 200 m. Sono presenti molte specie di cactus. Le specie dominanti variano a seconda dell'altitudine. Specie epifite come Tillandsia recurvata e Roccella tinctoria crescono nelle zone umide, e costituiscono gran parte della vegetazione perenne. Le aree precedentemente sommerse dal mare (nel Miocene) sono oggi ricoperte da specie alofile (come Ambrosia magdalenae, Agave vizcainoensis, Yucca valida, Stenocereus gummosus e Muhlenbergia porteri). La vegetazione dunale comprende, tra le altre specie, Larrea tridentata, Atriplex barclayana, Asclepias subulata e Nicolletia trifida.

## Fauna
Tra i mammiferi endemici ricordiamo il ratto canguro di San Quintín (Dipodomys gravipes) e una sottospecie del citello della California, il citello della Baja California (Otospermophilus beecheyi atricapillus). Endemico della regione è anche un gran numero di specie di api. Molto numerose sono anche le specie di ragni e scorpioni. Le strette relazioni che corrono tra gli animali e i cactus del deserto della Baja California costituiscono un importante processo ecologico che contribuisce al mantenimento della diversità di entrambi i gruppi. Un importante sito di conservazione è la laguna Ojo de Liebre, lungo la costa pacifica, dimora di milioni di anatre e oche svernanti.

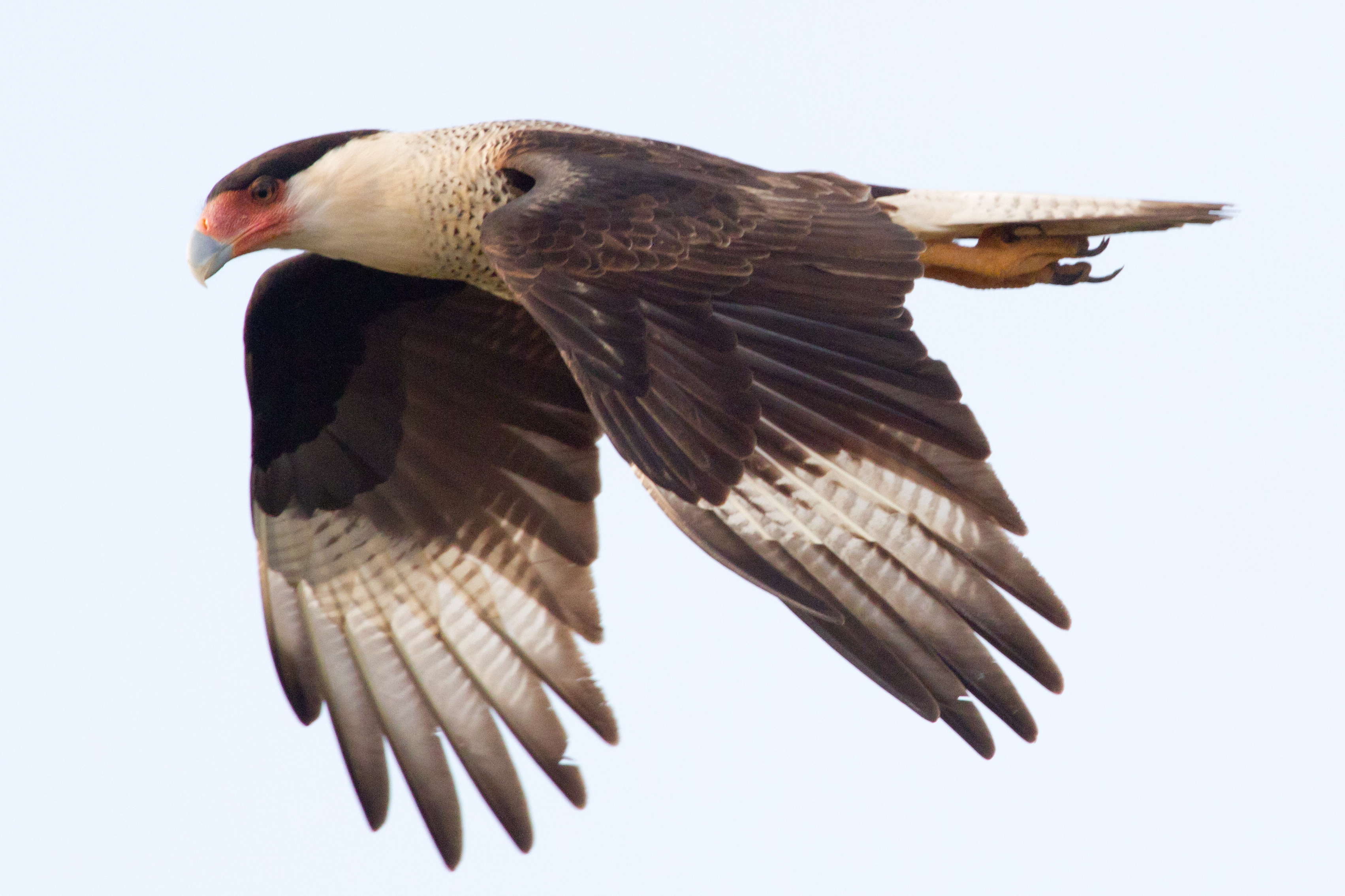
Esemplare maschio di caracara crestato (Caracara cheriway)

Tra le specie di uccelli presenti nella regione figurano specie rare come l'aquila reale (Aquila chrysaetos), il pellegrino (Falco peregrinus), il caracara crestato (Caracara cheriway), il falco pescatore (Pandion haliaetus) e la civetta delle tane (Athene cunicularia).

## Conservazione
Sebbene grandi porzioni del deserto della Bassa California siano ben preservate, il futuro di questa ecoregione unica è incerto. L'habitat è considerato fragile e rischia di essere danneggiato dal pascolo del bestiame e dall'inquinamento dell'acqua e del suolo provocato dall'estrazione di sale. L'estrazione di sale ha già avuto un serio impatto sulla riproduzione e sulla migrazione delle balene grigie nell'area, mentre il bestiame ha spinto all'allontanamento popolazioni di antilocapre, cervi mulo e bighorn. Anche i veicoli fuoristrada costituiscono un problema, in quanto danneggiano gravemente la fragile vegetazione del deserto, a cui occorre un secolo o più per rigenerarsi.